# جدعة (العراق)
جدعة منطقة عراقية في ناحية بصية في قضاء السلمان في محافظة المثنى في صحراء الدبدبة بالبادية العراقية جنوب العراق، وهي بركة تصبح كالنهر إذا هطل المطر، ويُنسب إلى جدعة شعيب جدعة، مساحته 344.75 كيلومتراً، وبين بصية وتكيد طريق مسافته 75 كيلومتراً مِن البصية إلى جدعة إلى الشيحات إلى عادن إلى تكيد، وبين بصية والرخيمية طريق مسافته 124 كيلومتراً مِن بصية إلى جدعة على يمين الطريق وبينهما 20 كيلومتراً، ومِن جدعة يمر بشعاب وظهور، منها ثغب ابن حلاف وكارة لية وخشمة بن حلاف وظهور الصلحيات والبطية ومغيزل إلى الرخيمية.. وحتى سنة 2024 كانت الجدعة من المناطق التي تتركز فيها مخلفات حربية خطرة كالقنابل العنقودية.